# Solar Monitoring Observatory

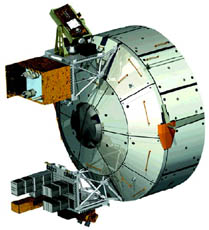
Externe Forschungsplattformen am Columbus-Raumlabor

Das Solar Monitoring Observatory (Solar) ist eines der externen Experimentallabore, die am Columbus-Raumlabor, dem Wissenschaftslabor der ESA für die Internationale Raumstation, befestigt sind.
Solar wurde am 15. Februar 2008 an der Außenhülle montiert und dient als Plattform für drei wissenschaftliche Experimente zum Studium der Sonne.

## Weitere externe Nutzlasten von Columbus
- European Technology Exposure Facility (EuTEF)
- Atomic Clock Ensemble in Space (ACES)